# József Kovács (basket-ball)
Pour les articles homonymes, voir József Kovács et Kovács.
József Kovács, né en 1937, à Baja, en Hongrie et décédé le 5 juin 2016, est un ancien joueur et entraîneur de basket-ball hongrois. 